# Drinkwatervoorziening

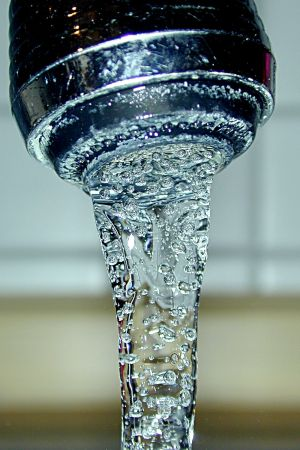
Leidingwater uit de kraan

Drinkwatervoorziening is de productie en distributie van drinkwater. Deze staat in vele landen onder druk, waardoor zich een diversifiëring van de waterbronnen opdringt. Dit kan onder meer door de ontzilting van zeewater. De technologie hiervoor is volop in ontwikkeling.
Drinkwater, of beter gezegd leidingwater, komt in vele landen gewoon uit de kraan. Voor velen is dat vanzelfsprekend. Men vergeet hierbij dat water een hele weg aflegt. Zo komt in Vlaanderen de helft van het drinkwater uit grondwaterbronnen en de andere helft uit oppervlaktewater.

## Oorsprong
Grondwater is minder beschikbaar maar is over het algemeen schoner en heeft minder behandeling nodig. Ondiepe grondwaterbronnen worden bedreigd door verontreiniging, onder meer door zoutintrusie van zeewater. Om opgeloste gassen als waterstofsulfide en methaan te verdrijven en opgelost ijzer te laten uitvlokken en neerslaan, wordt het opgepompte grondwater belucht waarna men het filtert.
De kwaliteit van oppervlaktewater is lager, het debiet en de kwaliteit varieert met de seizoenen en er is een groter risico op microbiologische besmetting. De behandeling is daardoor complexer en duurder. Herhaald filteren wordt gevolgd door actieve koolfiltratie en desinfectie.
Artesisch water wordt dikwijls gebruikt in de voedingsindustrie of door grote verbruikers, b.v. brouwerijen en ziekenhuizen, of het bottelen van spuitwater. Omdat het water onder druk staat en maandenlang van nature gefilterd werd in een zandlaag is het gemakkelijk te winnen. Na de initiële kosten van het boren van een diepe put, tot 50-70 m is de exploitatie relatief eenvoudig. Het Meetjesland krijgt op die manier water uit de Vlaamse Ardennen. Deze techniek maakt gebruik van de natuurlijke geologie waar zandlagen ingebed liggen tussen ondoorlatende kleilagen en naar het noordoosten afhellen.
In uitzonderlijke gevallen wordt ook zeewater gebruikt.

## Drinkwaterschaarste
In vergelijking met de totale beschikbaarheid aan water is zoet water eerder zeldzaam. Van al het water is 97% zout en opgeslagen in oceanen, zeeën en meren. Van al het zoet water is dan nog eens 2,5% bevroren. Anno 2020 is 60% van alle zoet water op Antarctica opgeslagen. Voor de mens betekent dat dat slechts 0,5% van alle water op aarde direct beschikbaar is.

## Kwaliteit tegenover kwantiteit
Niet de kwaliteit van het water is in België en Nederland een probleem, maar wel de kwantiteit. Het zijn waterschaarse gebieden alhoewel men zich dat moeilijk kan voorstellen als men natgeregend thuiskomt. Deze situatie zal nog verergeren aangezien de klimaatverandering voor extremere weersomstandigheden zal zorgen. Het waterverbruik stijgt met de aangroei van de wereldbevolking.
De wereldbevolking zou tegen 2040 met een kwart stijgen, vergeleken met 2015. De groeiende welvaart en stijgende levenskwaliteit verhoogt de vraag naar water met 70 %. Gemiddeld verbruikt een Belg ongeveer 100 liter water per dag om zich te wassen, te koken, het toilet door te spoelen, … Naast het water dat we nodig hebben voor de producten die we gebruiken en het voedsel dat we eten, verhoogt het gemiddeld waterverbruik tot 7.400 liter per dag per persoon. Voor de productie van een kilogram katoen is 11.000 liter water nodig in de landen waar dat katoen geteeld wordt, zoals India, Pakistan, Oezbekistan, Turkije en China. Driekwart van ons indirect waterverbruik ligt buiten ons thuisland.

## Beheer en wetgeving

### Europese Unie
Binnen de Europese Unie geldt sedert 12 januari 2021 Richtlijn 2020/2184, een herschikking van Richtlijn 98/83/EG uit 1998.  De richtlijn wil de toegang tot drinkwater verbeteren, en burgers en milieu behoeden voor verontreinigd drinkwater, onder meer door minimumvereisten op te leggen voor materialen die in contact komen met drinkwater.
Een andere doelstelling is de regelmatige controle van drinkwater op microplastics.

### België
In België is het beheer van drinkwater sedert de staatshervorming een bevoegheid van de gewesten: 
- in Vlaanderen opereren verschillende drinkwaterbedrijven, verenigd in de koepelorganisatie AquaFlanders, onder toezicht van de Vlaamse Milieumaatschappij, en binnen de gewestelijke regelgeving.[4]Het Greven is een belangrijk drinkwaterproductiecentrum in Limburg.
- in het Brussels Gewest levert Vivaqua drinkwater, onder toezicht van Leefmilieu Brussel, binnen de “waterordonnantie”
- in Wallonië is de Société wallonne des eaux de toezichthouder voor de bedrijven, verenigd in Aquawal.

## Drinkwatervoorziening in de toekomst

### Ontzouting en hergebruik

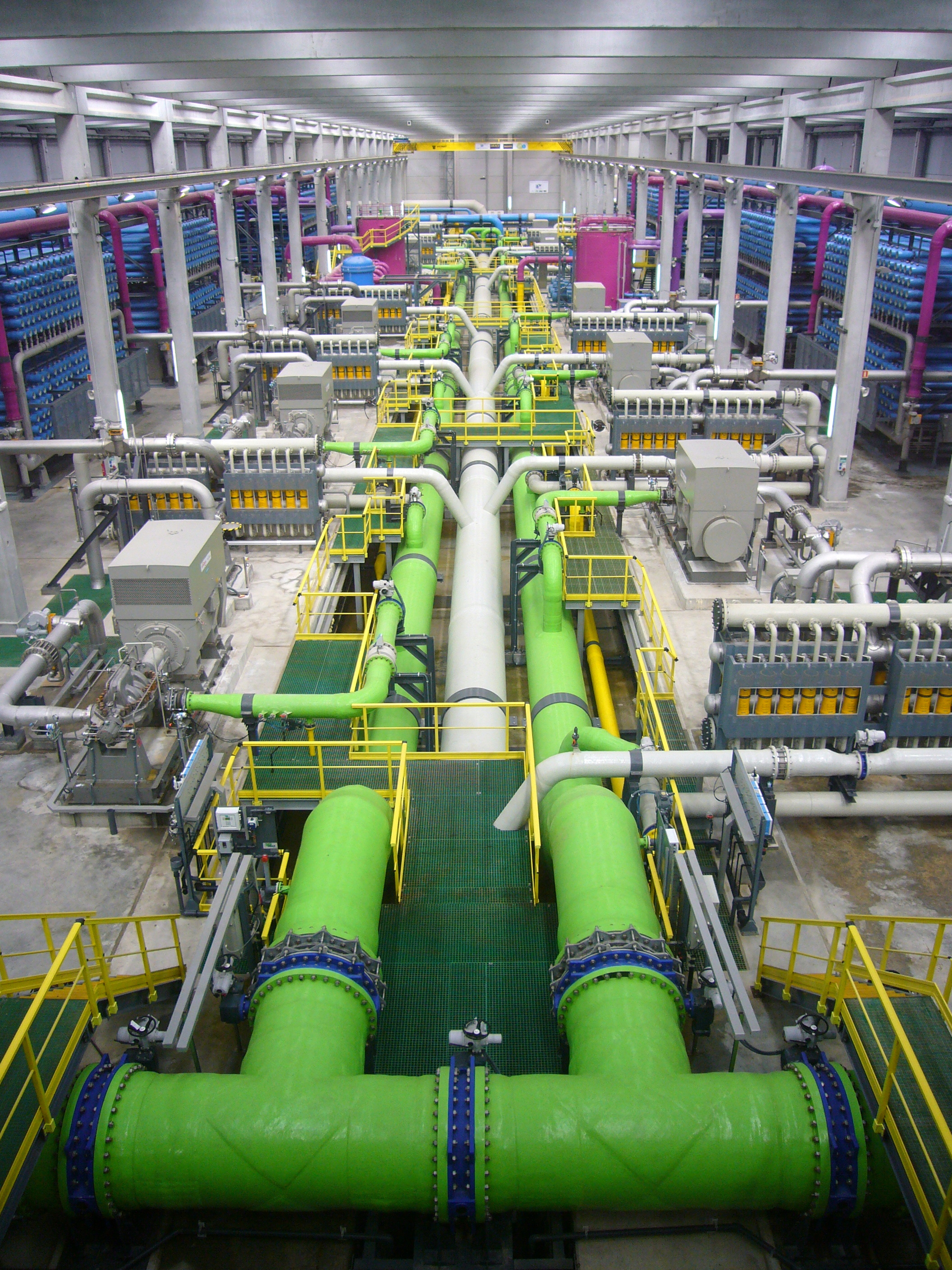
Omgekeerde osmose-installatie in Barcelona

Met de stand van de technologie in 2020 is ontzouting en hergebruik de enige manier om meer drinkbaar water beschikbaar te maken. In regio’s met weinig grondwater en oppervlaktewater ontzout men al lang zeewater.  Koeweit bijvoorbeeld haalt al zijn drinkwater uit zeewater. En in Jubail (Saudi-Arabië) wordt al decennia drinkwater geproduceerd uit zeewater van de Perzische Golf. Daar bevindt zich de grootste ontzoutingsinstallatie ter wereld. In het gebied rond de Middellandse Zee wordt er ook aan zeewaterontzouting gedaan. Spanje bouwde rond 1970 al een eerste zeewaterontzoutingsinstallatie.
Destillatie is de klassieke methode voor ontzilting, waarbij zeewater wordt verdampt onder lage druk en hoge temperatuur. Hierdoor blijven opgeloste stoffen zoals zouten achter terwijl de waterdamp wordt opgevangen als gezuiverd water. Dat kan op verschillende manieren: bij multi-stage flash destillatie (MSF) wordt het zeewater door stadia met telkens een lagere druk gevoerd waarbij in elk stadium een deel verdampt. Het is een techniek die enorm veel energie vraagt, tot 15-30 kilowattuur per kubieke meter geproduceerd water.

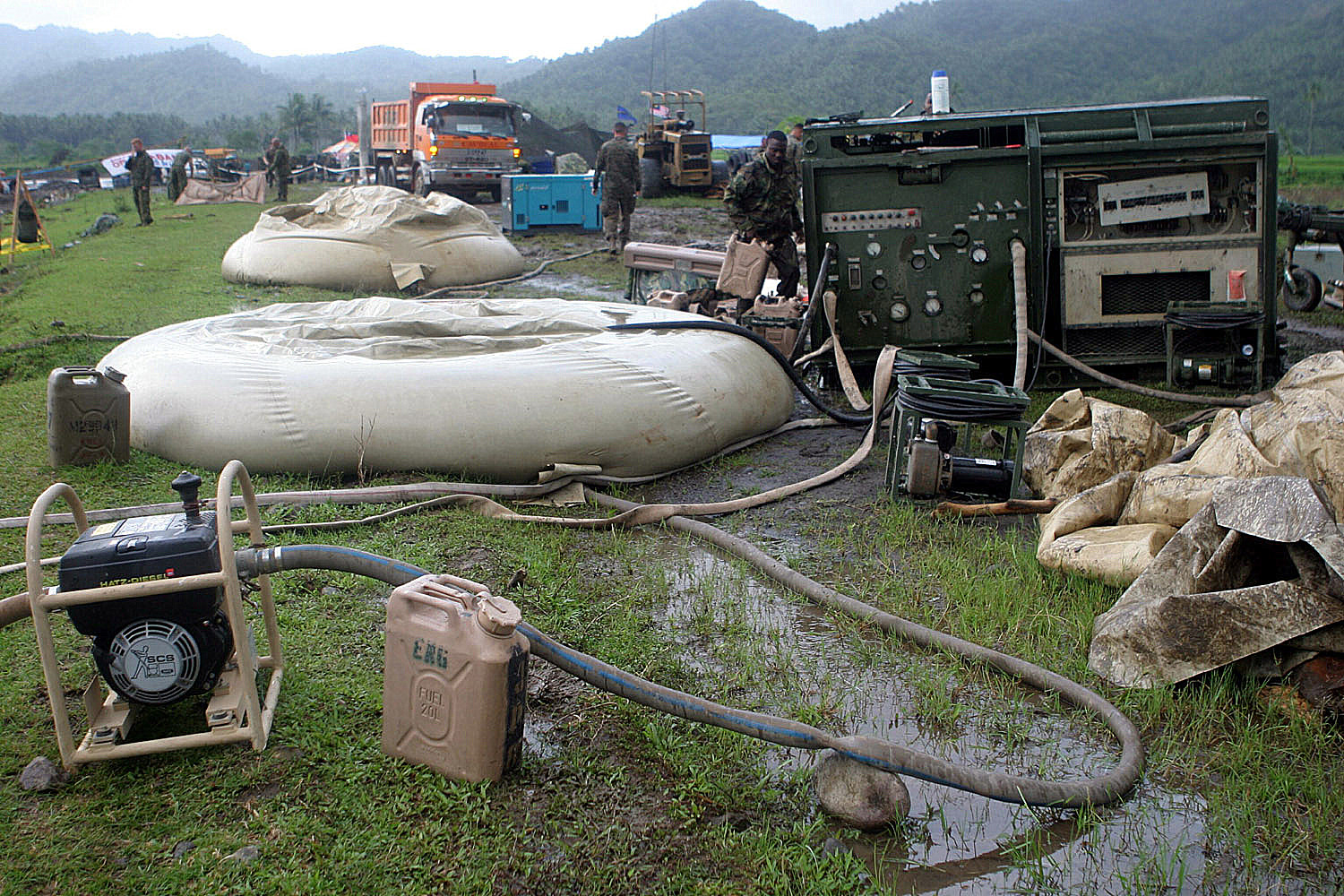
Omgekeerde-osmosewaterzuiveringstoestel van de Amerikaanse zeemacht

### Omgekeerde osmose
Omgekeerde osmose (reverse osmosis of RO), toegepast in omgekeerde-osmosewaterzuiveringstoestellen is een nieuwere technologie die anno 2020 vaker wordt gebruikt dan destillatie. Om bij omgekeerde osmose het water door het membraan te krijgen, is zeer hoge druk vereist. Die druk is nodig om de ‘spontane’ osmotische druk van het zeewater te overwinnen. Bij de stand van de technologie in 2020 vereist omgekeerde osmose van 2 tot 4 kWh per kubieke meter geproduceerd water. Dat is al heel wat beter dan bij destillatie. In de jaren 1970 was de energievraag nog meer dan 15 kWh per kubieke meter.
Het aanwenden van getijdenenergie kan de energievraag bij omgekeerde osmose verder doen dalen.